# Haydariyeh
Haydariyeh (tiếng Ả Rập: الحيدرية) là một ngôi làng ở phía tây bắc Syria, thuộc huyện Masyaf, tỉnh Hama. Theo dữ liệu từ Cục Thống kê Trung ương Syria (CBS), Haydariyeh có dân số 634 người trong cuộc điều tra dân số năm 2004. Ngôi làng này là một phần của vùng núi Alawite và nằm gần các khu định cư khác như Al-Laqbah về phía tây nam và Baarin về phía đông.

## Địa lý và Dân số
Haydariyeh nằm trong khu vực hành chính của huyện Masyaf, một vùng nổi tiếng với địa hình đồi núi và các khu định vị cổ kính ở phía tây bắc tỉnh Hama . Vị trí địa lý của làng nằm cách thành phố Masyaf không xa.
Theo số liệu thống kê chính thức từ Cục Thống kê Trung ương Syria vào năm 2004, dân số của Haydariyeh là 634 người . Ngôi làng này có quy mô nhỏ, chủ yếu dựa vào nông nghiệp và các hoạt động kinh tế địa phương. Cộng đồng dân cư tại đây, như nhiều khu vực khác trong vùng Alawite, thường có sự gắn kết chặt chẽ.

## Bối cảnh Lịch sử và Xã hội
Khu vực xung quanh Haydariyeh có một lịch sử phong phú, với nhiều di tích và dấu vết của các nền văn minh cổ đại. Tỉnh Hama nói chung và vùng Masyaf nói riêng đã chứng kiến sự hiện diện của nhiều đế chế và nền văn hóa qua các thời kỳ, từ La Mã, Byzantine cho đến các triều đại Hồi giáo .
Trong bối cảnh hiện đại, như nhiều ngôi làng nhỏ khác ở Syria, Haydariyeh có thể đã phải đối mặt với những thách thức từ các xung đột khu vực và điều kiện kinh tế khó khăn. Tuy nhiên, thông tin chi tiết về tác động cụ thể của các sự kiện gần đây đối với ngôi làng này là rất hạn chế trên các nguồn công khai quốc tế. Các báo cáo thường tập trung vào các thành phố lớn hoặc các khu vực xung đột trọng điểm hơn là các làng nhỏ.